# Muraille de Ston
La muraille de Ston ( croate : Stonske zidine   ) sont une série de murs défensifs en pierre, à l'origine de plus de 7 km de long, qui entoure  la ville de Ston, en Dalmatie, partie de la république de Raguse, actuelle Dubrovnik, dans ce qui est aujourd'hui le sud de la Croatie . Sa construction a commencé en 1358. Sur la porte de la muraille (Poljska vrata ) figure une inscription latine qui date de 1506. Cette muraille est l'un des systèmes de fortification les plus anciens au monde.
La muraille de Ston est connue sous le nom de Grande Muraille européenne de Chine .
En 2005, le site a rejoint la liste du patrimoine mondial de l'Unesco

## Construction
Bien qu'elle soit protégée par des remparts massifs, la république de Raguse a utilisé Pelješac pour y construire une autre ligne de défense ainsi une muraille a été construite de Ston à Mali Ston. Tout au long de l'ère de la République, les murs ont été entretenus et rénovés régulièrement pour protéger les  salines qui ont contribué à la richesse de Dubrovnik.
Les travaux de démolition ont commencé  après la chute de la République. Les autorités autrichiennes ont utilisé des matériaux du mur pour construire des écoles et des bâtiments, ainsi qu'un arc de triomphe à l'occasion de la visite de l'empereur d'Autriche en 1884. Le mur autour de Mali Ston a été démoli sous prétexte qu'il nuisait à la santé de la population. La démolition a été interrompue après la Seconde Guerre mondiale.

### Disposition

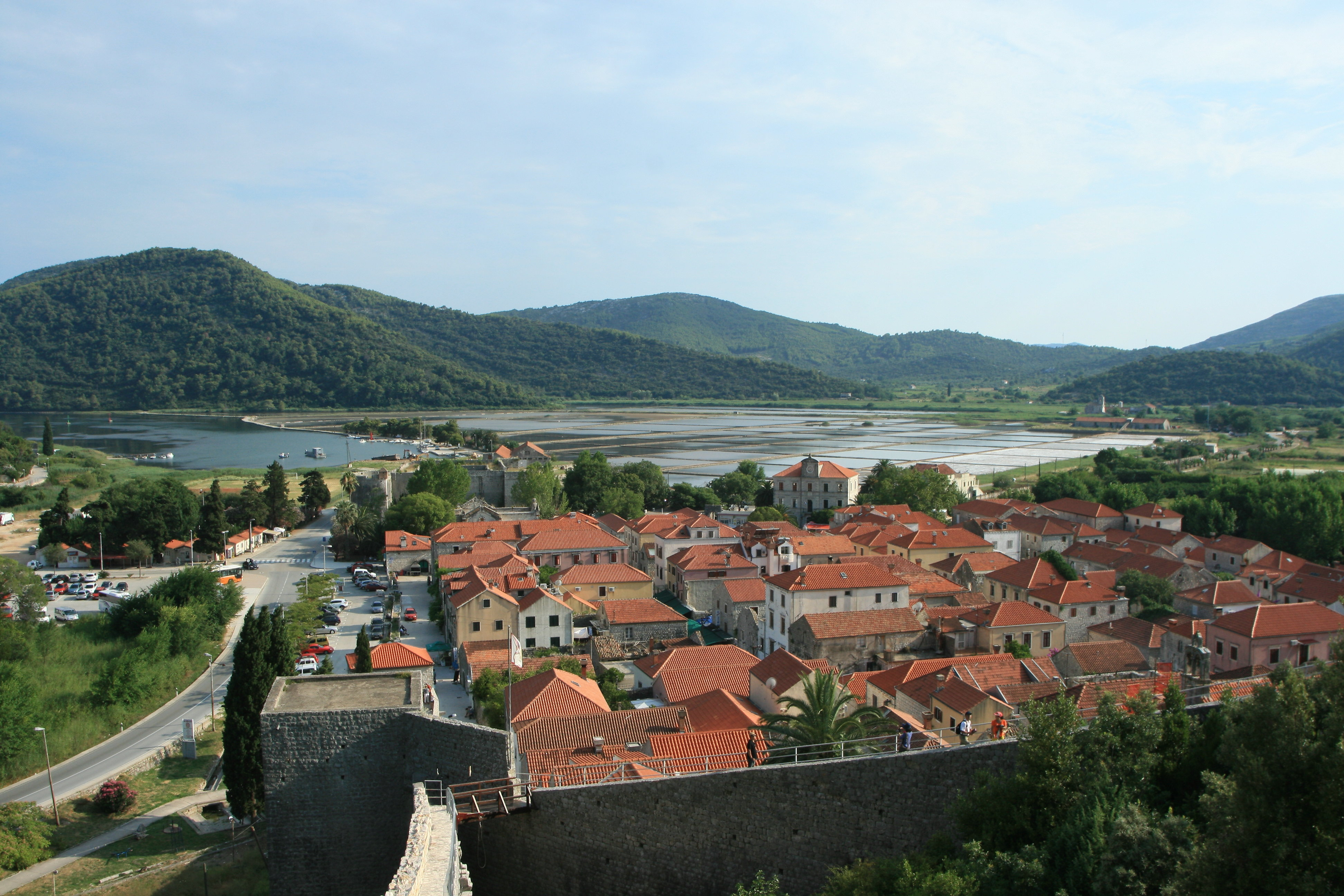
Ville fortifiée de Ston

La muraille, aujourd'hui longue 5,5 kilomètres, relie Ston à Mali Ston, et a la forme d'un pentagone irrégulier. Elle fut achevée avec  ses 40 tours (dont 20 ont survécu) et ses 5 forteresses au XVe siècle. À l'intérieur de la muraille , trois rues ont été tracées du nord au sud et trois autres d'est en ouest formant quinze blocs égaux composés chacun de 10 maisons. Les  bâtiments résidentiels sont disposés autour des bords. Parmi les édifices marquants figure la chancellerie gothique de la République et le palais épiscopal.
Les rues principales mesurent 6 m de large (sauf la rue sud qui fait 8 m de large) et les rues secondaires 2 m de large. L'entrée de la  ville se faisait par deux portes : la porte du champ ( Poljska vrata ) qui date de 1506 comporte une inscription latine. Les centres du système défensif sont la forteresse Veliki kaštio à Ston, Koruna à Mali Ston et la forteresse sur la colline de Podzvizd (224 m). Les architectes qui ont travaillé sur le projet  sont Michelozzo, Bernardino Gatti de Parme et Giorgio da Sebenico (Juraj Dalmatinac).

## Anecdotes
Ian Plummer (USA) détient le record du monde de course la plus rapide sur le mur reliant Ston à Mali Ston. Le record a été établi le 15 juin 2019 et le record féminin par Cora Taylor (Royaume-Uni) le 8 juillet 2019.
Le 16 août 2022 , Fabien P. a rempli son objectif personnel en parcourant la muraille en un temps record.